# Папа (град)
Папа (на унгарски: Pápa) е град в Унгария. Населението му е 30 382 жители (по приблизителна оценка за януари 2018 г.), а площта 91,47 кв. км. Намира се в часова зона UTC+1.
Пощенският му код е 8500, а телефонния 89.